# Centro germinal
Los centros germinales (CG) son compartimentos anatómicos transitorios que aparecen en los órganos linfáticos secundarios, como el bazo y los nódulos linfáticos donde los linfocitos B (o células B foliculares) maduran, proliferan, se diferencian y mutan sus genes codificadores de anticuerpos a través del proceso conocido como hipermutación somática (resultando en anticuerpos de mayor afinidad), y cambian la clase de los anticuerpos que expresan (por ejemplo de IgM a IgG), durante una respuesta inmune normal a una infección. Los CGs se desarrollan dinámicamente después de la activación de las células B foliculares por células T dependientes de antígenos.
Mientras experimentan división celular rápida e hipermutación somática en la zona oscura, a las células B del (CG) se las conoce como centroblastos. Una vez que estas células han dejado de proliferar,  emigran a la zona clara del CG donde son conocidos como centrocitos. En esa etapa están sometidos a selección por células T foliculares (TFH), en la presencia de células dendríticas foliculares (FDCs). Los centros germinales son una parte importante  de la respuesta inmune humoral mediada por células B, actuando como fábricas centrales para la generación de inmunoglobulinas de alta afinidad que eficazmente reconozcan agentes contagiosos, y para la producción de células B de memoria.